# غانه تقوا
غانه تقوا (به لاتین: Ganei Tikva) یک منطقهٔ مسکونی در اسرائیل است که در center واقع شده‌است.

## خواهرخوانده
شهر برگیش گلادباخ خواهرخواندهٔ غانه تقوا هست.